# Linia kolejowa nr 747
Linia kolejowa nr 747 – jednotorowa, niezelektryfikowana linia kolejowa znaczenia miejscowego, łącząca linię kolejową nr 35 z przystankiem Szymany Lotnisko.

## Ruch pociągów
Linia została wybudowana na potrzeby ruchu pasażerskiego między Olsztynem a portem lotniczym Olsztyn-Mazury, oddalonym o ponad 40 km od centrum miasta. Odbywają się tu regularne kursy pociągów Polregio ze zmianą czoła pociągu na stacji Szczytno.
| Linia | Przewoźnik | Trasa                                          |
| REGIO | Polregio   | Olsztyn Główny – Szczytno – Szymany Lotnisko ✈ |